# Кратеропа цейлонська
Кратеро́па цейлонська (Argya rufescens) — вид горобцеподібних птахів родини Leiothrichidae. Ендемік Шрі-Ланки. Раніше вважався підвидом попелястої кратеропи.

## Опис

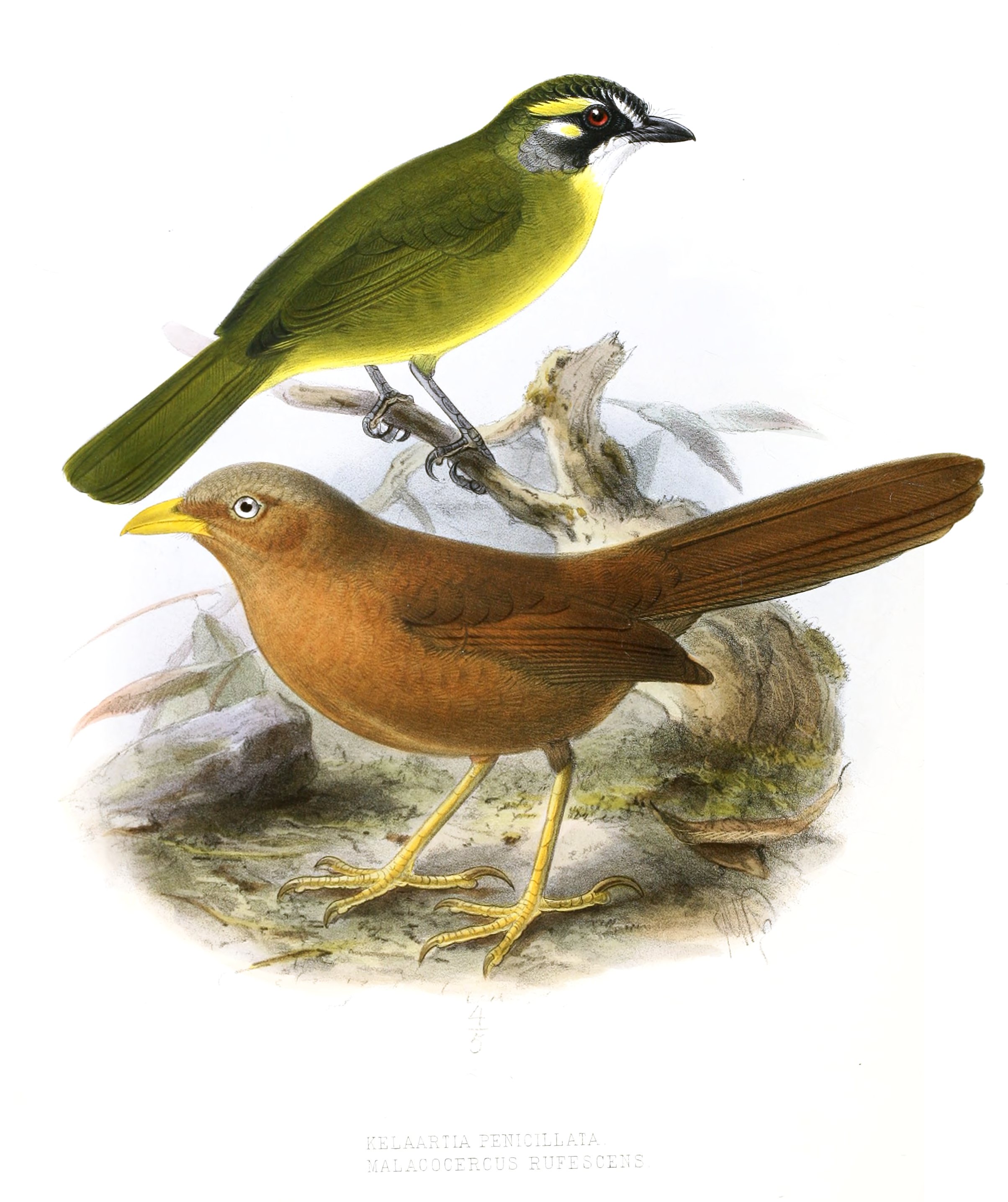
Цейлонський бюльбюль і цейлонська кратеропа

Довжина птаха становить 25 см. Забарвлення каштанове або рудувато-коричневе. Дзьоб жовтувато-оранжевий, лапи жовті. Голова і шия сірі.

## Поширення і екологія
Цейлонські кратеропи є ендеміками Шрі-Ланки. Вони живуть у вологих рівнинних тропічних лісах, чагарникових заростях і на плантаціях на південному заході острова. Зустрічаються на висоті до 1000 м над рівнем моря.

## Поведінка
Цейлонські кратеропи зустрічаються зграями до 45 птахів. Живляться переважно комахами. Сезон розмноження триває з березня по травень. В кладці 2-3 темних зелено-синіх яйця.

## Збереження
МСОП класифікує стан збереження цього виду як близький до загрозливого. Цейлонським кратеропам загрожує знищення природного середовища.

## В культурі
Цейлонська кратеропа була зображена на поштовій марці Шрі-Ланки, а також на банкноті номіналом 100 шрі-ланкійських рупій (серія 2010 року).